# Davone Bess
Davone Bess (Hayward (Kalifornia), 1985. szeptember 13. –) profi amerikaifutball-játékos, a Miami Dolphins csapatát erősítette. A főiskola alatt Hawaii-n játszott.

## Fiatalkora
Az Oakland-i Skyline High School-ban tanult, válogatott csapattag volt amerikai-futballban kosárlabdában, és baseballban. 
Fiatal korában első csoportbeli All-City wide receiver volt. 
Később csapatát bejuttatta a Bajnokok Ligájába, második csoportbeli All-City quarterback lett. 
Skyline High School-ban 2003-ban végzett.
Bess öt percre lakott az Oakland Coliseum-től, nagy Oakland Raiders rajongó volt, és középiskolai évei alatt rájátszást is játszott a Coliseum-ban. Kedvenc játékosa Tim Brown.